# Jackie Evancho

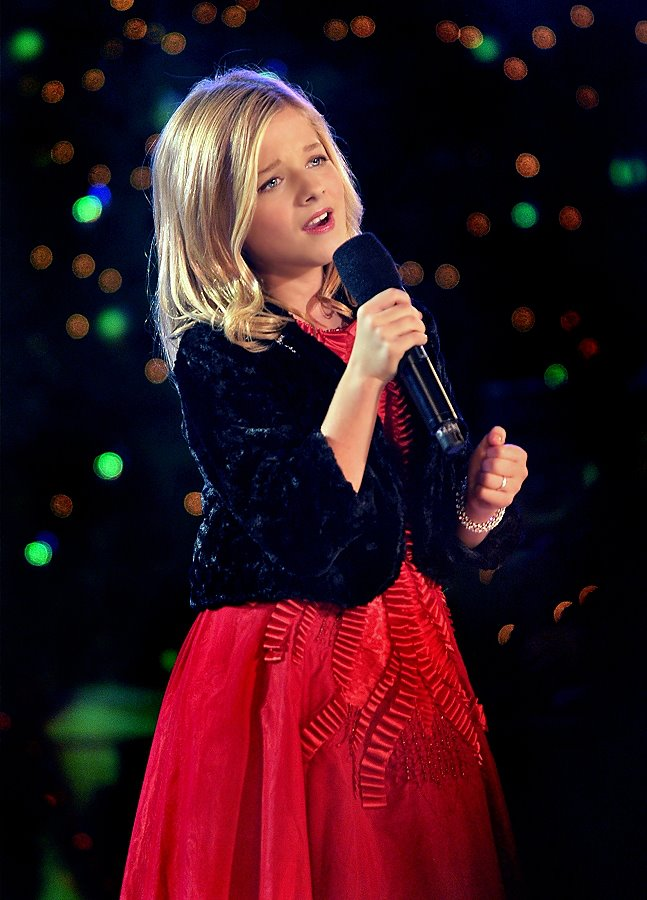
Jackie Evancho, 2011.

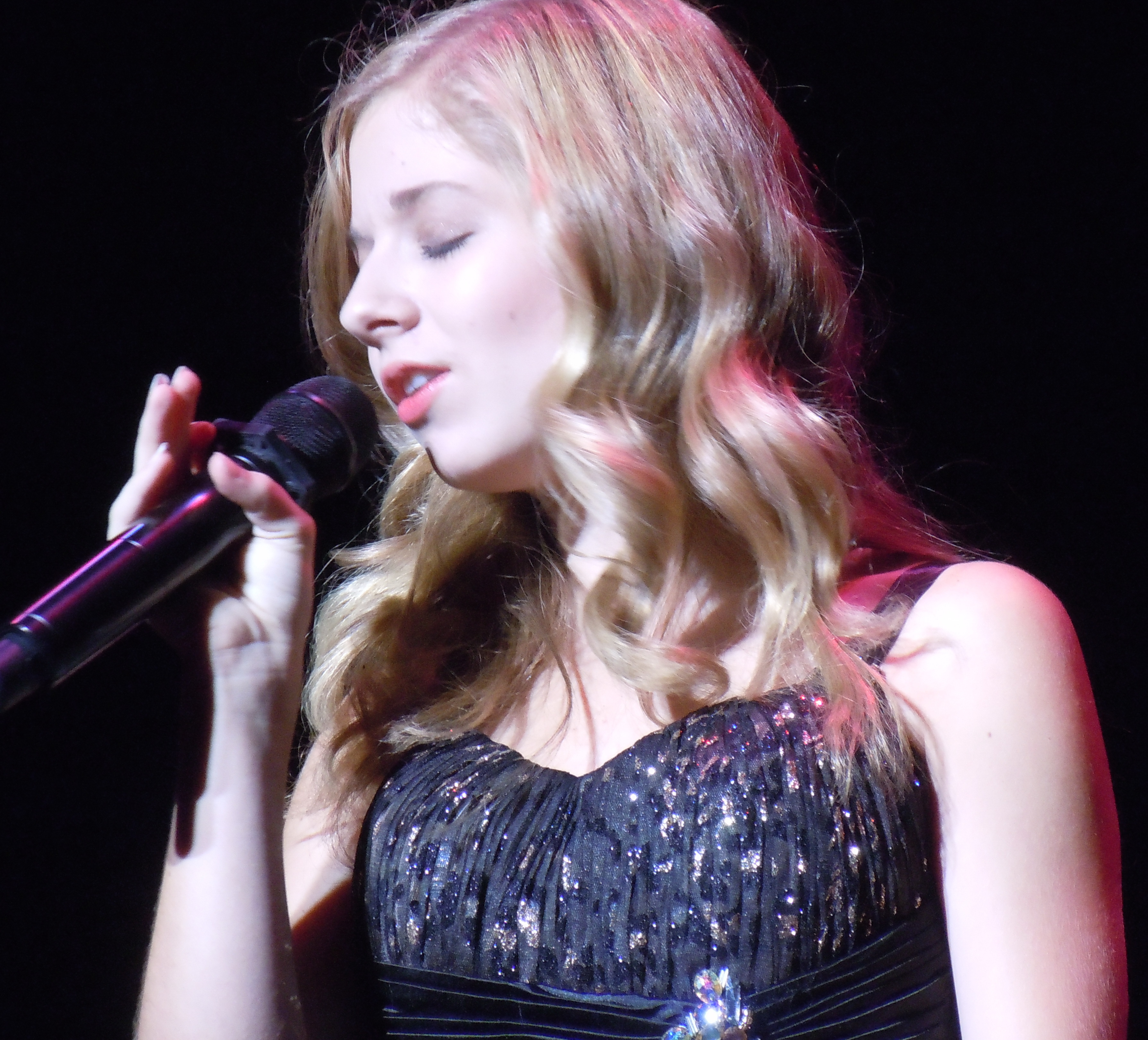
Jackie Evancho, november 2013.

Jacqueline "Jackie" Marie Evancho, född 9 april 2000 i Pittsburgh, Pennsylvania, är en amerikansk sångerska (sopran) som slog igenom i den femte säsongen av America's Got Talent, år 2010, där hon kom på andra plats. Hennes album O Holy Night gick direkt in på andraplatsen på Billboardlistan och har sålt platina. Albumet Dream With Me utgavs den 14 juni 2011.

## Diskografi

### Studioalbum
- 2009 – Prelude to a Dream
- 2011 – Dream With Me
- 2011 – Heavenly Christmas
- 2012 – Songs from the Silver Screen
- 2014 – Awakening
- 2016 – Someday at Christmas
- 2017 – Two Hearts
- 2019 – The Debut
- 2022 – Carousel of Time

### Livealbum
- 2011 – Dream with Me
- 2012 – Jackie Evancho: Music of the Movies
- 2015 – Awakening: Live in Concert

### EP
- 2010 – O Holy Night
- 2017 – Together We Stand
- 2024 – Solla

### Singlar (urval)
Singlar – topp 10 på Billboard's Classical Digital Song sales chart
- 2010 – "O Mio Babbino Caro" (#1)
- 2010 – "Everytime" (#3)
- 2010 – "Ave Maria (Schubert)" (#5)
- 2010 – "Concrete Angel" (#6)
- 2010 – "Panis Angelicus" (#7)
- 2011 – "O Holy Night (#7)
- 2011 – "Somewhere" (med Barbra Streisand) (#1)
- 2011 – "A Mother's Prayer" (med Susan Boyle) (#2)
- 2011 – "All I Ask of You" (#4)
- 2011 – "Angel" (#4)
- 2011 – "When You Wish Upon a Star" (#7)
- 2011 – "Nessun dorma" (#6)
- 2012 – "Music of the Night" (#9)
- 2014 – "The Rains of Castamere" (#7)
- 2014 – "Think of Me" (#3)
- 2014 – "Hallelujah" (med Peter Hollens) (#4)
- 2016 – "Writing's on the Wall" (#2)
- 2017 – "The Star-Spangled Banner" (#2)
- 2017 – "America the Beautiful" (#4)
- 2017 – "God Bless America" (#5)